# Turridrupa nagasakiensis
Turridrupa nagasakiensis é uma espécie de gastrópode do gênero Turridrupa, pertencente a família Turridae.